# Ussadate Sutthikunkarn
Ussadate Sutthikunkarn (16 de mayo de 1981) es un deportista tailandés que compitió en taekwondo. Ganó una medalla de bronce en el Campeonato Mundial de Taekwondo de 2005, y una medalla de plata en el Campeonato Asiático de Taekwondo de 2006.

## Palmarés internacional
| Campeonato Mundial  | Campeonato Mundial  | Campeonato Mundial | Campeonato Mundial |
| Año                 | Lugar               | Medalla            | Categoría          |
| ------------------- | ------------------- | ------------------ | ------------------ |
| 2005                | Madrid (España)     | Medalla de bronce  | –58 kg             |
| Campeonato Asiático |                     |                    |                    |
| Año                 | Lugar               | Medalla            | Categoría          |
| 2006                | Bangkok (Tailandia) | Medalla de plata   | –58 kg             |